# Geschützter Landschaftsbestandteil Naßwiese im Oberlauf des Waldbachtales
Der Geschützte Landschaftsbestandteil Naßwiese im Oberlauf des Waldbachtales mit einer Flächengröße von 0,7 ha liegt 350 m nordwestlich vom Weiler Gehren (Sundern) im südlichen Stadtgebiet von Sundern. Das Gebiet wurde 1993 mit dem Landschaftsplan Sundern durch den Kreistag des Hochsauerlandkreises als Geschützter Landschaftsbestandteil (LB) ausgewiesen. Der LB liegt am Laurenziusbach. Der Landschaftsplan verortete den LB falsch am Waldbach.

## Gebietsbeschreibung
Es handelte sich um eine Hochstaudenflur am mäandrierenden Laurenziusbach, einem Nebenbach vom Waldbach. Der LB ist etwa 30 m breit und 300 m lang. Der Landschaftsplan Sundern führt zum LB Naßwiese im Oberlauf des Waldbachtales aus: „...hohe strukturelle Vielfalt, hohe Artenvielfalt und wertvoll für Amphibien.“

## Schutzzweck
Der Landschaftsplan Sundern führt zu geschützte Landschaftsbestandteilen aus: „Alle geschützten Landschaftsbestandteile sind kulturbetonte oder naturnahe Landschaftsteile, die sich mit ihrem eigenständigen Charakter deutlich von der sie umgebenden Wald- und Feld-Landschaft unterscheiden. Der besondere Schutz dieser Kleinstrukturen ist wegen ihrer hervorgehobenen Position für die Leistungsfähigkeit des Naturhaushaltes und / oder für die Attraktivität des Landschaftsbildes erforderlich. Die LB-Festsetzung trägt der landschaftlichen Bedeutung der Objekte Rechnung, die sie über das „normale“ landschaftliche Inventar eines Landschaftsschutzgebietes heraushebt.“

## Verbote und Gebote
Wie bei allen geschützten Landschaftsbestandteilen besteht nach § 29 Abs. 2 BNatschG das Verbot dieses zu beschädigen, auszureißen, auszugraben oder Teile davon abzutrennen oder auf andere Weise in seinem Wachstum oder Erscheinungsbild zu beeinträchtigen. Eine ordnungsgemäße Pflege ist vom Verbot ausgenommen. Es ist auch verboten Stoffe oder Gegenstände im Bereich des Geschützten Landschaftsbestandteils anzubringen, zu lagern, abzulagern, einzuleiten oder sich ihrer in anderer Weise zu entledigen, die das Erscheinungsbild oder den Bestand des Geschützten Landschaftsbestandteils gefährden oder beeinträchtigen können. Dies gilt auch für organische oder mineralische Düngemittel und Futtermittel. Eine Beweidung des LB wurde ebenfalls verboten.
Es wurde die Gebote festgesetzt, aufkommende Gehölze zu entfernen und die Hochstaudenflur sektoral im Turnus von drei Jahren zu mähen und dabei das Mähgut abzufahren.